# Andeliga Sånger och Werser
Samling Af Äldre och Nyare Andeliga Sånger och Werser. Ny och förbättrad Uplaga är en psalmbok tryckt i Stockholm av boktryckaren och författaren Carl Fredrik Marquard (1766?–1809), som drev sitt boktryckeri i Hus nummer 31 på Stora Glasbruksgatan på Södermalm i Stockholm.
En psalmbok med samma titel hade tryckts, också i Stockholm, av boktryckaren Johan A[rvid] Carlbohm, 1795. Den omfattade då 356 sidor och gavs ut i 12:o-format. Marquards version innehöll 380 sidor och var i 8:o-format. Bägge psalmböckerna kom ut medan 1695 års psalmbok var den officiella psalmboken i Svenska kyrkan.
Den version Marquard lät trycka var godkänd för tryckning av Stockholms konsistorium den 10 december 1805. Verket innehåller numrerade 894 sångtexter och verser under 51 huvudrubriker. Ett versregister, vilket för tiden är ovanligt, hänvisar till sångnumret och underlättar för de tillfällen då en del texter bara omfattar ett urval av verserna från mer välkända sånger med annan inledning. Boken innehåller också ett ”Melodie-Register, efter den ordning, som finnes iakttagen uti en Tysk Choral-Bok, tryckt hos Breitkopf i Leipzig år 1784. För deras skull, som ej äro ägare af densamma, har man samlat så många af Melodierne uti wår Swenska Psalmbok, som dertill kunnat lämpas. Och att de så mycket lättare måtte skönjas, har man efter Melodie-arten teckna dem med en *.” Slutligen finns en sida med tio rättelser för ”Num:Wers:Rad”.